# Alquímia

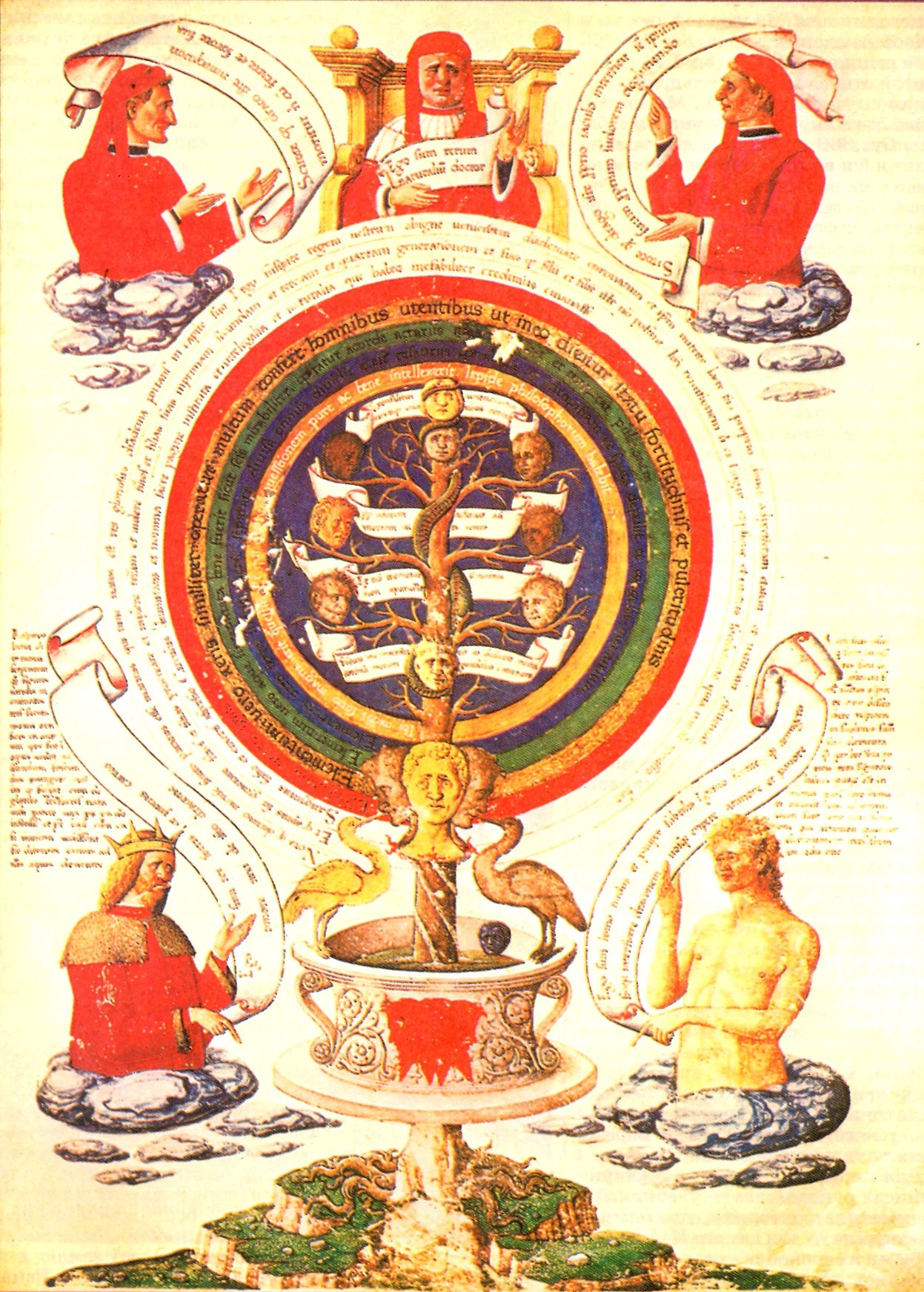
Pàgina d'una obra d'en Ramon Llull

L'alquímia era una doctrina i un estudi especulatiu que pretenia explicar com una substància es podia transformar en una altra, en un temps en què encara no existien les disciplines empíriques de la química i de la física. Un dels objectius principals era la recerca de la pedra filosofal, que hauria de permetre transformar qualsevol metall en or. L'alquímia tenia tres vessants que la caracteritzaven: l'experimentació amb la matèria, la dissertació filosòfica que pretenia racionalitzar aquestes pràctiques, i l'esoterisme juntament amb el misticisme que eren el vessant determinant.
Des d'un punt de vista actual, és una pseudociència sense base científica. En general, els alquimistes creien que tota la matèria estava composta per quatre elements: terra, aire, aigua i foc. En el plànol espiritual, els alquimistes havien de transmutar la seva pròpia ànima abans de transmutar els metalls, això vol dir que havien de purificar-se, preparar-se mitjançant l'oració i el dejuni. Incorporaven una bona part de màgia i misticisme en les seves creences i tendien a considerar l'alquímia una pràctica secreta, apta només per als iniciats (hermetisme).
Històricament, l'alquímia es pot considerar com la precursora de la química moderna, abans de l'establiment del mètode científic als segles xvii i xviii, gràcies als treballs de Robert Boyle i Antoine Laurent Lavoisier, entre d'altres.
Un dels alquimistes occidentals més important fou Paracels, i alguns dels fundadors o precursors de la Ciència occidental moderna es van dedicar també a l'alquímia, com per exemple Isaac Newton i Roger Bacon.
Actualment és d'interès per als historiadors de la ciència i la filosofia, així com pels seus aspectes místics, esotèrics i artístics. L'alquímia va ser una de les principals precursores de les ciències modernes, i moltes de les substàncies, eines i processos de l'antiga alquímia han servit com a pilars fonamentals de les modernes indústries química i metal·lúrgica.
Encara que l'alquímia adopta moltes formes, en la cultura popular és citada amb major freqüència en històries, pel·lícules, espectacles i jocs com el procés usat per transformar plom (o altres elements) en or. Una altra forma que adopta l'alquímia és la de la recerca de la pedra filosofal, amb la qual aconseguir l'habilitat per a transmutar or o la vida eterna.

## Etimologia

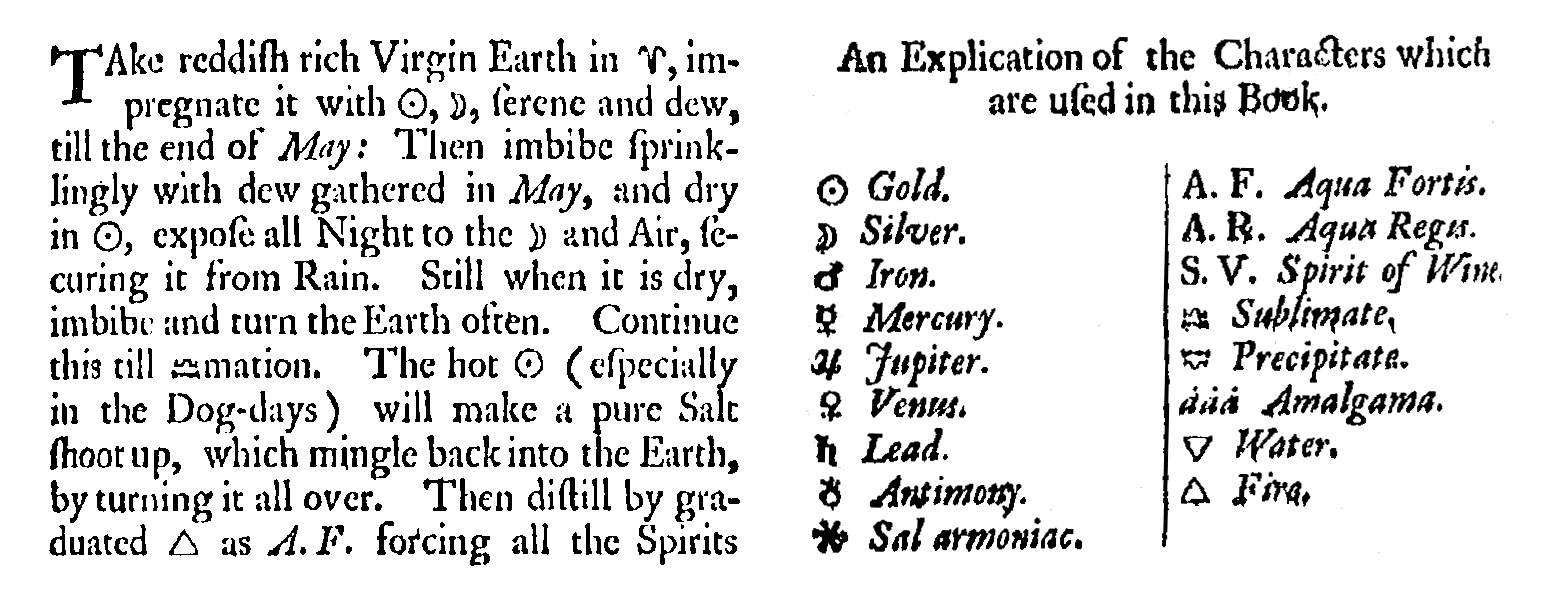
Fragment d'un text d'alquímia

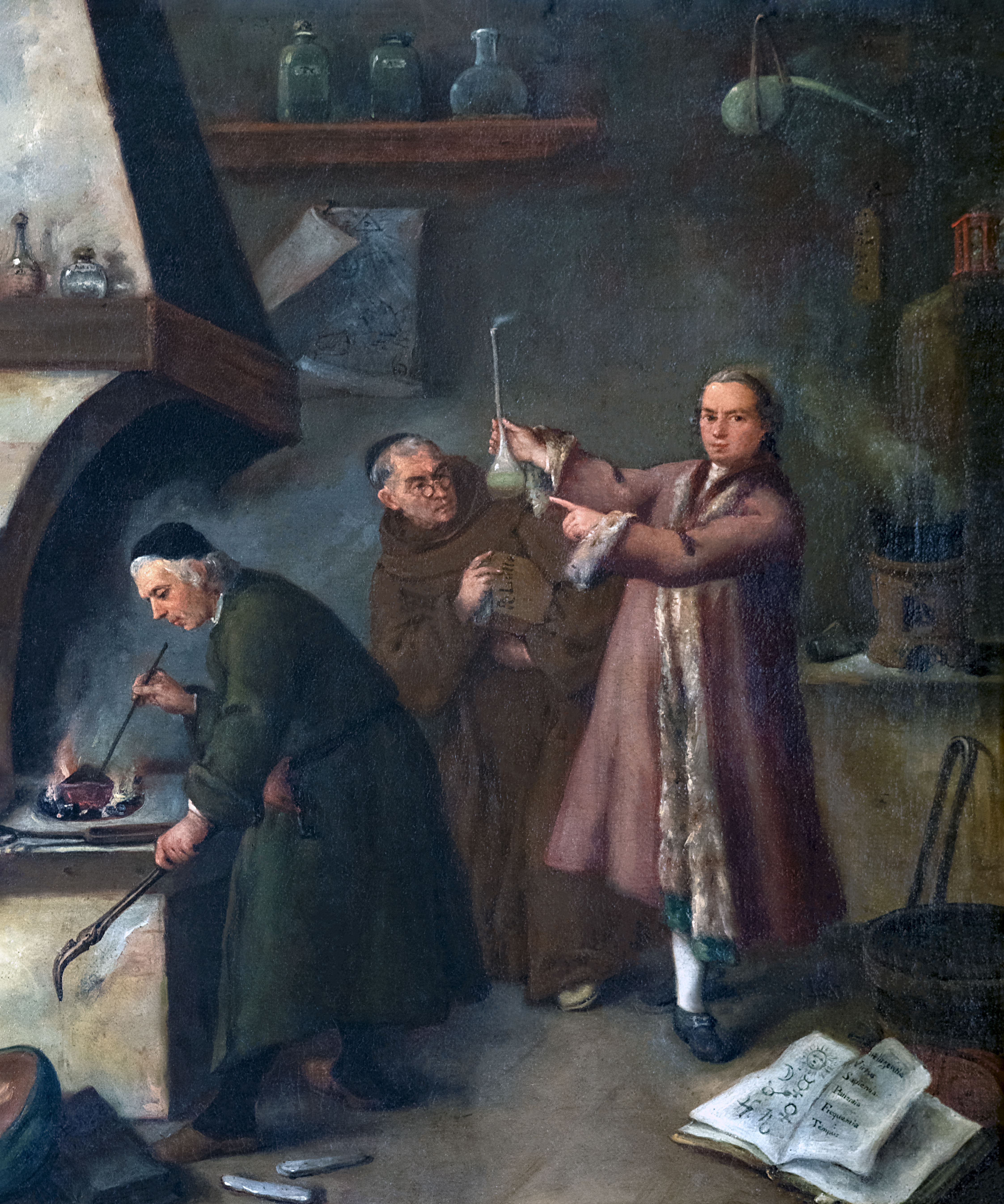
L'alquimista de Pietro Longhi.

La paraula «alquímia» procedeix de l'expressió en llengua àrab الخيمياء (al-khīminya), formada per la unió de l'article àrab ال (al-,«el, la») i la paraula grega χυμεία (khumeia), que es pot traduir per «tirar junts, abocar junts, soldar, allunyar», procedent potser del terme χυματος (khumatos), que pot significar «allò que s'aboca» o «llingot», o podria procedir potser del persa طلا (kimia, «or»). Un decret de Dioclecià, escrit en grec cap a l'any 300, ordenava cremar «els antics escrits dels egipcis, que tractaven sobre l'art de fabricar or i argent», i en el decret es feia servir la paraula kīmiya. La paraula àrab kīmiya, s'ha traduït de vegades per transmutació, i sense l'article, ha donat lloc a la paraula "química" en català i en altres llengües. Amb l'article, al-kīmiya és la paraula que es fa servir en àrab modern per referir-se a la ciència química.
En l'edat mitjana se solia emprar l'expressió llatinitzada ars chimica per al·ludir a l'alquímia.

## Investigació de la naturalesa

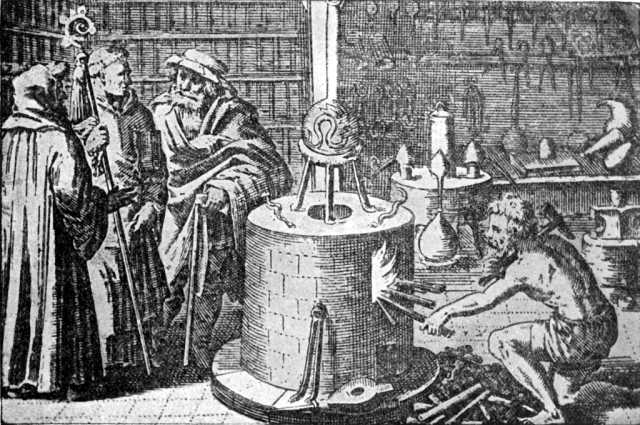
Laboratori d'alquímia

La percepció popular i dels últims segles sobre els alquimistes, és que eren xerraires que intentaven convertir plom en or, i que empraven la major part del seu temps elaborant remeis miraculosos, verins i pocions màgiques.
Els alquimistes fonamentaven la seva ciència en què l'univers estava compost de quatre elements clàssics als quals anomenaven pel nom vulgar de les substàncies que els representen: terra, aire, foc i aigua, i amb ells preparaven un cinquè element que contenia la potència dels quatre en la seva màxima puresa i equilibri.
La majoria dels alquimistes eren investigadors cultes, intel·ligents i benintencionats, i fins i tot distingits científics, com Isaac Newton i Robert Boyle. Aquests innovadors van intentar explorar i investigar la naturalesa. La base era un estudi del procés de transformació en els elements quan entren en combustió o quan se'ls aplica calor. El segon apartat de la base de l'alquímia era l'experimentació i, per tant feien servir un forn especial anomenat atanor. El tercer pilar de l'alquímia era la meditació, que de vegades era sinònim de raonament però que sovint, a causa de les seves mancances en coneixement, havia de suplir-se amb especulacions llunyanes a la ciència.
Per a molts alquimistes tota substància es componia de tres parts: mercuri, sofre i sal, i aquests eren els noms vulgars que comunament s'usaven també per designar l'esperit, l'ànima i el cos; aquestes tres parts eren anomenades principis. Per manipulació de les substàncies i a través de diferents operacions, separaven cadascuna de les tres parts que després havien de ser purificades individualment, cadascuna d'acord amb el règim de foc que li és propícia: la sal amb foc de fusió, mentre que el mercuri i el sofre amb destil·lacions successives i suaus. Després de ser purificades les tres parts en una tasca que solia comportar molt de temps i que havien de fer-se tenint en compte la posició dels planetes, les tres parts havien d'unir-se per formar una altra vegada la substància inicial. Una vegada fet tot això la substància adquiria certs poders.
Els aprenents d'alquimistes, en general havien de començar treballant en el regne vegetal fins a dominar el règim del foc, les diverses operacions i el règim del temps. Al llarg de la història de la disciplina, es van esforçar per entendre la naturalesa d'aquests principis fins al punt que pensaven haver trobat algun ordre i sentit en els resultats dels seus experiments alquímics. Però aquests resultats es podien mal interpretar, per haver fet servir reactius impurs o ma caracteritzats, per la manca de mesures quantitatives o per la nomenclatura hermètica que feia confondre una substància amb una altra. Això motivava que molts anys després d'intensos esforços acabessin arruïnats i maleint l'alquímia.
Els alquimistes, per diferenciar les substàncies vulgars d'aquelles fabricades per l'art alquímic, procedien a designar-les afegint l'apel·latiu «filosòfic» o «nostre» al mateix nom que feia referència a alguna de les seves propietats. Així, es parlava de «la nostra aigua» per diferenciar-la de l'aigua corrent, però al llarg dels texts alquímics s'assumeix que l'aprenent ja sap diferenciar l'una de l'altra i, de vegades, explícitament no s'usa, ja que d'acord amb l'art hermètic «no s'han de donar perles als porcs», raó per la qual molts fracassaven en seguir al peu de la lletra les diferents receptes. La «il·luminació» només s'aconseguia després d'anys de rigorós estudi i experimentació. Una vegada que l'aprenent aconseguia controlar el foc, el temps dels processos i els processos mateixos en el regne vegetal, estava llest per accedir als arcans majors, això és, els mateixos treballs en el regne animal i mineral. Sostenien que la potència dels remeis era proporcional a cada naturalesa.
Els treballs dels alquimistes es basaven en les naturaleses, a cada regne hi havia un objectiu marcat: al regne mineral la transmutació de metalls vulgars en or o argent, al regne animal la creació d'una «panacea», un remei que suposadament guariria totes les malalties i perllongaria la vida indefinidament.
Totes elles eren el resultat de les mateixes operacions i el que canviava eren la primera matèria, la durada dels processos i la vigilància i força del foc. Una meta intermèdia era crear el que es coneixia com a "menstru", un dissolvent mineral fet de salnitre i vidriol purificat amb aigua pura,
i que oferia la multiplicació de si mateix per immersió d'altres substàncies semblants en fusió/dissolució (segons la seva naturalesa) amb aquestes. De manera que s'aconseguia tant la generació com la regeneració de les substàncies elementals. Aquests no eren els únics usos d'aquesta ciència, encara que sí que eren els més coneguts i millor documentats. Des de l'edat mitjana, els alquimistes europeus van invertir molt d'esforç i diners en la recerca de la pedra filosofal.

## Disciplina espiritual i filosòfica
Els alquimistes sostenien que la pedra filosofal amplificava místicament el coneixement d'alquímia de qui la usava tant com fos possible. Molts aprenents i falsos alquimistes, tinguts per autèntics alquimistes, van gaudir de prestigi i suport durant segles, encara que no per la seva recerca d'aquestes metes ni per l'especulació mística i filosòfica que es desprenia de la seva literatura, sinó per les seves contribucions mundanes a les indústries artesanals de l'època: l'obtenció de pólvora, l'anàlisi i refinament de minerals, la metal·lúrgia, la producció de tinta, tints, pintures i cosmètics, l'adobament del cuir, la fabricació de ceràmica i cristall, la preparació d'extractes i licors, etcètera. La preparació de l'aqua vitae, l'«aigua de la vida», era un experiment bastant popular entre els alquimistes europeus.
Els alquimistes mai van tenir voluntat per separar els aspectes físics de les interpretacions metafísiques del seu art. La falta de vocabulari comú per a processos i conceptes químics, i també la necessitat de secretisme, portava els alquimistes a manllevar termes i símbols de la mitologia bíblica i pagana, l'astrologia, la càbala i altres camps místics i esotèrics, de manera que fins i tot la recepta química més simple acabava semblant un obtús conjur màgic. Més encara, els alquimistes van buscar en aquests camps els marcs de referència teòrics en els quals poder encaixar la seva creixent col·lecció de fets experimentals inconnexos.
A partir de l'edat mitjana alguns alquimistes van començar a veure els aspectes metafísics com els autèntics fonaments de l'alquímia i les substàncies químiques, estats físics i processos materials com a meres metàfores d'entitats, estats i transformacions espirituals. Tant la transmutació de metalls corrents en or com la panacea universal simbolitzaven l'evolució des d'un estat imperfecte, malalt, corruptible i efímer cap a un estat perfecte, sa, incorruptible i etern; i la pedra filosofal representava llavors alguna clau mística que faria possible aquesta evolució. Aplicada al mateix alquimista, aquesta meta bessona simbolitzava la seva evolució des de la ignorància fins a la il·luminació i la pedra representava alguna veritat o poder espiritual ocult que portaria fins a aquesta meta. En els textos escrits segons aquest punt de vista, els críptics símbols alquímics, diagrames i imatgeria textual de les obres alquímiques tardanes contenen típicament múltiples capes de significats, al·legories i referències a altres obres igualment críptiques; i han de ser laboriosament «descodificades» per poder descobrir el seu autèntic significat.

## Alquímia i astrologia
L'alquímia a Occident i a altres llocs on va ser àmpliament practicada estava íntimament relacionada i entrellaçada amb l'astrologia occidental. En molts sentits van ser desenvolupades per complementar-se l'una a l'altra en la recerca del coneixement ocult. Tradicionalment, cadascun dels set cossos celestes del sistema solar que coneixien els antics estava associat, exercia el domini sobre, i governava un determinat metall. En l'hermetisme està relacionada tant amb l'astrologia com amb la teúrgia.

## Alquímia en l'època científica

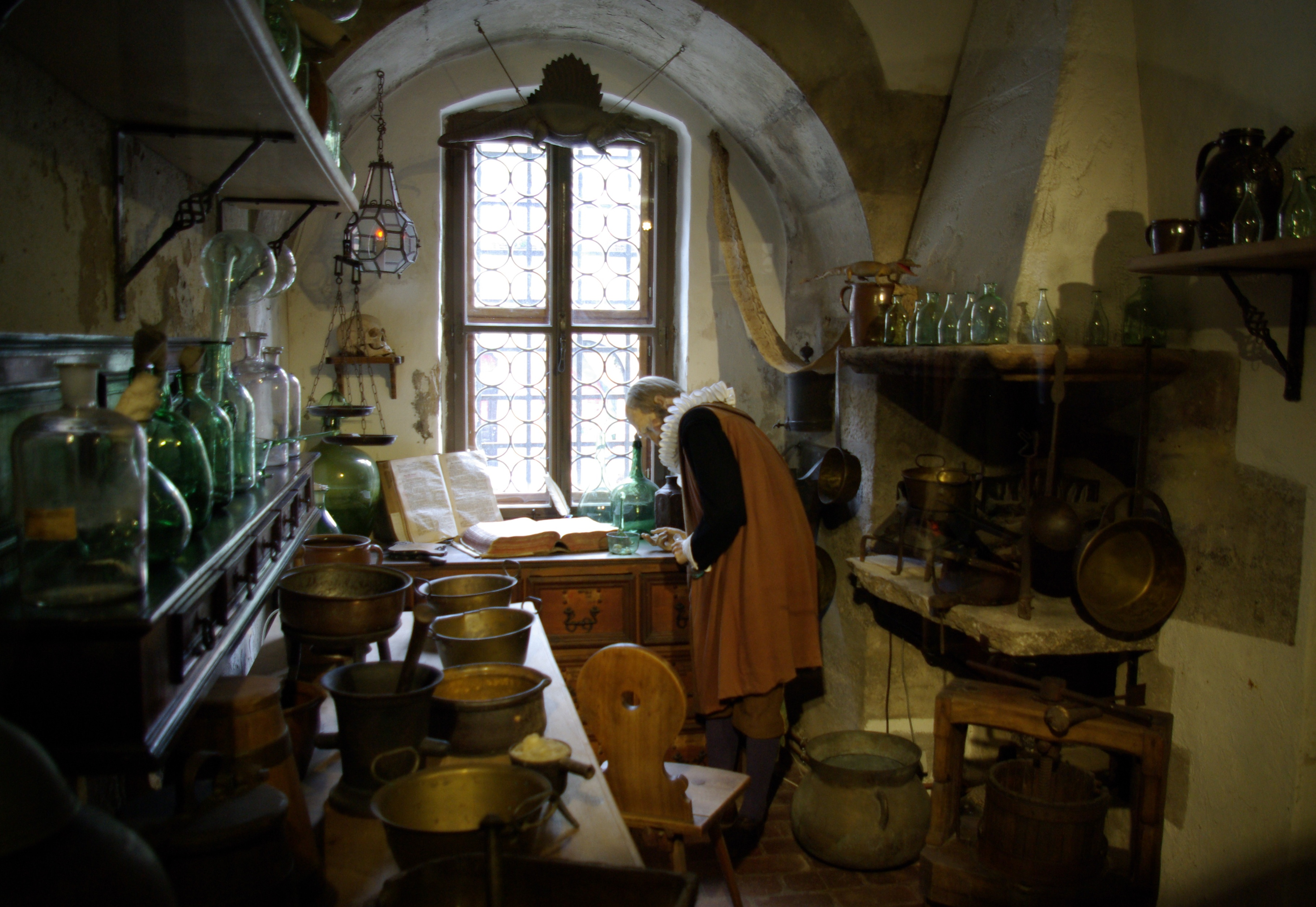
Reproducció del laboratori d'Andreas Libavius a Rothenburg

Fins al segle xvii, l'alquímia va ser en realitat considerada una ciència seriosa a Europa: per exemple, Isaac Newton va dedicar molt més temps i escrits a l'estudi de l'alquímia que a l'òptica o la física, per la qual cosa és cèlebre. Altres eminents alquimistes del món occidental són Roger Bacon, Sant Tomàs d'Aquino, Tycho Brahe, Thomas Browne, Ramon Llull i Parmigianino.
De l'alquímia occidental sorgeix la ciència moderna. Els alquimistes van utilitzar moltes de les eines que s'usen avui, sovint fabricades per ells mateixos i que podien ser molt precises, especialment durant l'alta edat mitjana. El naixement de la química moderna va sorgir amb els aprenents d'alquímia desencantats del seu nul progrés alquímic i amb els crítics ressentits de l'alquímia; tant els uns com els altres van aconseguir progressos en diversos àmbits de la naturalesa en el segle xviii, amb els quals van proporcionar un marc més precís i fiable per a les elaboracions industrials i la medicina, lliures de l'hermetisme propi de l'alquímia, i van entrar en un nou disseny general de coneixement basat en el racionalisme.
A partir de llavors, tota persona que entroncava amb l'alquímia o que «enfosquia» els seus textos va ser menyspreada pel naixent corrent científic modern, com el baró Carl Reichenbach, un conegut químic de la primera meitat del segle xix, que va treballar sobre conceptes semblants a l'antiga alquímia, tals com l'estudi d'una hipotètica força vital anomenada força òdica, però el seu treball no va entrar en el corrent dominant de la discussió científica.
Molts intents de transmutació fallaven quan els aprenents d'alquímia elaboraven, sense prou coneixements, compostos inestables, la qual cosa es veia empitjorada per les precàries condicions de seguretat. La transmutació de la matèria va gaudir d'un moment dolç en el segle xx, quan els físics van aconseguir transformar àtoms de plom en àtoms d'or mitjançant reaccions nuclears. No obstant això, els nous àtoms d'or, en ser isòtops molt inestables, resistien menys de cinc segons abans de desintegrar-se. Més recentment, informes de transmutació d'elements pesants mitjançant electròlisi o cavitació sònica van ser l'origen de la controvèrsia sobre fusió freda el 1989. Cap d'aquestes troballes no ha pogut ser encara reproduïda amb fiabilitat.
El simbolisme alquímic s'ha usat ocasionalment al segle xx per psicòlegs i filòsofs. Carl Jung va revisar el simbolisme i teoria alquímics i va començar a concebre el significat profund del treball alquimista com una drecera espiritual. La filosofia, els símbols i els mètodes alquímics han gaudit d'un cert renaixement en contextos postmoderns tals com el moviment Nova Era.

## Objecte d'investigació històrica
La història de l'alquímia s'ha convertit en un vigorós camp acadèmic. A mesura que el fosc llenguatge hermètic dels alquimistes va ser gradualment «desxifrat», els historiadors van fer-se més conscients de les connexions intel·lectuals entre aquesta disciplina i altres facetes de la història cultural occidental, tals com la sociologia i la psicologia de comunitats intel·lectuals, el cabalisme, l'espiritualisme, el rosacreuisme i altres moviments místics, la criptografia, la bruixeria, i l'evolució de la ciència i la filosofia.

## L'alquímia en la història

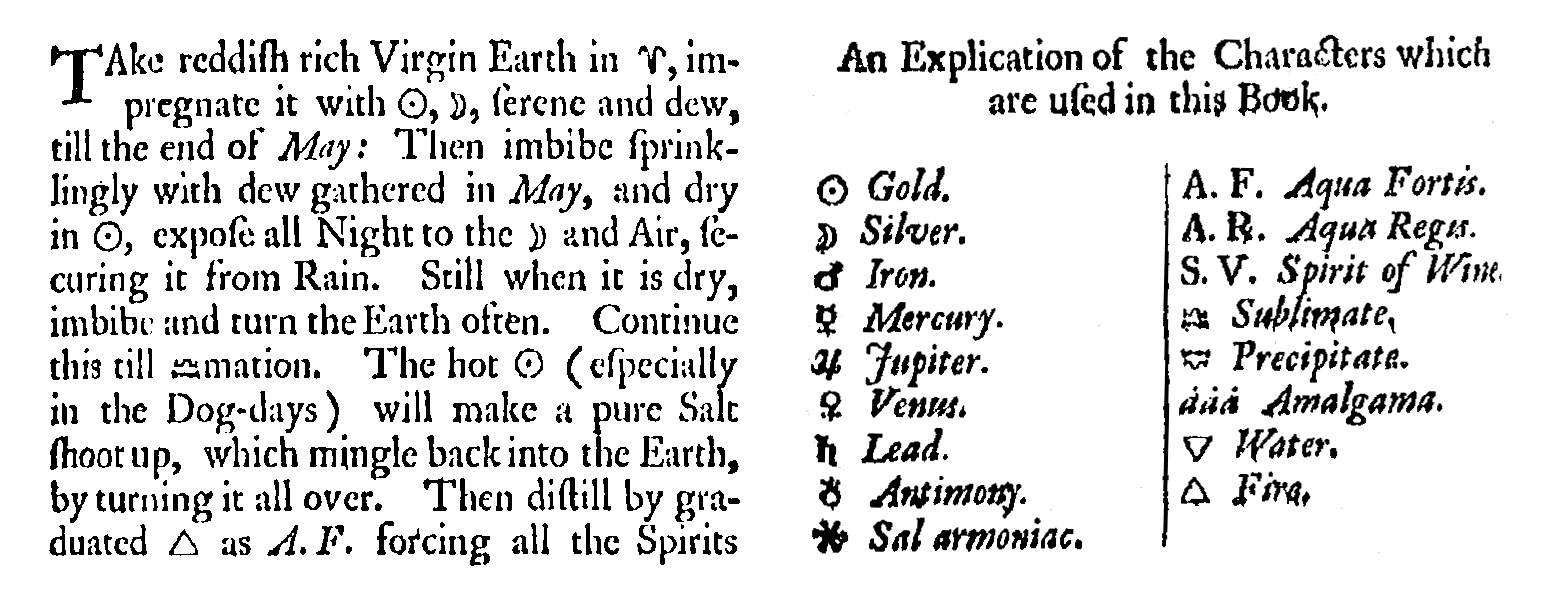
Extracte i clau de símbols d'un llibre sobre alquímia del. Els símbols usats tenen una correspondència unívoca amb els usats en l'astrologia de l'època.

L'alquímia comprèn diverses tradicions filosòfiques que abasten prop de quatre mil·lennis i tres continents. La general predilecció d'aquestes tradicions pel llenguatge críptic i simbòlic fa que resulti difícil traçar les seves mútues influències i relacions «genètiques».
Poden distingir-se almenys dues tendències principals, que sembla que són àmpliament independents, almenys en les seves primeres etapes: 
- l'alquímia xinesa, centrada en Xina i la seva zona d'influència cultural.
- l'alquímia occidental, el centre de la qual es va desplaçar al llarg del temps entre l'antic Egipte, Grècia i Roma, el món islàmic, i finalment de nou Europa.

L'alquímia xinesa estava íntimament relacionada amb el taoisme, mentre que l'alquímia occidental va desenvolupar el seu propi sistema filosòfic, amb relacions només superficials amb les principals religions occidentals. Encara està oberta la qüestió de si aquestes dues branques comparteixen un origen comú o fins a quin extrem van influir l'una sobre l'altra.

### L'alquímia en l'Antic Egipte
L'origen de l'alquímia occidental pot situar-se en l'antic Egipte. La metal·lúrgia i el misticisme estaven inexorablement unides en el món antic. L'alquímia, la medicina i fins i tot la màgia eren aspectes de la religió en l'Antic Egipte i, per tant, del domini de la classe sacerdotal. Segons la tradició egípcia, el faraó Kheops va ser el més antic alquimista i l'autor del primer tractat d'alquímia.
L'alquímia egípcia és coneguda principalment a través dels escrits d'antics filòsofs grecs (hel·lènics), els quals han perdurat sovint gràcies a les traduccions a l'àrab que se'n van fer. Pràcticament no s'ha conservat cap document egipci original sobre l'alquímia. Aquests escrits, si van existir, probablement es van perdre quan l'emperador romà Dioclecià va ordenar la crema de llibres alquímics, atesos els problemes que suposava la falsificació de metalls, i després de sufocar una revolta a Alexandria (292), que havia estat un centre d'alquímia egípcia.
El procés d'adobar pells d'animals ja es coneixia en l'Egipte predinàstic, en temps tan antics com el VI mil·lenni aC. S'han trobat eines de coure i morters que demostren l'ús de procediments químics ja en el període Naqada.
Altres proves indiquen clarament que els primitius alquimistes de l'antic Egipte havien ideat pastes de guix ja l'any 4000 aC, els morters de ciment cap al 2500 aC i la vitrificació i la faiança el 1500 aC. La reacció química implicada en la producció de l'òxid de calci és una de les més antigues conegudes: CaCO₃ + calor = CaO + CO₂. En l'antic Egipte es van produir cosmètics, faiances i també brea per a la construcció naval. El papir també havia estat inventat cap al 3000aC.
La llegenda explica que el fundador de l'alquímia egípcia va ser el déu Tot, anomenat Hermes-Tot o Hermes Trismegist (Tres vegades gran) pels grecs. Segons la llegenda, va escriure els anomenats quaranta-dos Llibres del Saber, que abastaven tots els camps del coneixement, alquímia inclosa. El símbol d'Hermes era el caduceu o vara amb serps, que va arribar a ser un dels símbols principals de l'alquímia. La Taula de Maragda o Hermètica, coneguda només per traduccions gregues i àrabs, és normalment considerada la base de la filosofia i pràctiques alquímiques occidentals, anomenada filosofia hermètica pels seus primers seguidors.
El primer punt de la Taula de Maragda explica el propòsit de la ciència hermètica: «en veritat certament i sens dubte, tot el que està a baix és com el que està a dalt, i tot el que està a dalt és com el que està a baix, per realitzar els miracles d'una cosa». Aquesta és la creença principal, macrocosmos-microcosmos, per a la filosofia hermètica. En altres paraules, el cos humà (el microcosmos) es veu afectat pel món exterior (el macrocosmos), que inclou els cels a través de l'astrologia i la terra a través dels elements, encara que quan un aconsegueix el domini sobre el món interior, comença a ser capaç de controlar el món exterior de formes poc convencionals.
En el segle IV aC, el Regne de Macedònia va conquerir Egipte i va fundar la ciutat d'Alexandria el 332. Aquest fet els va posar en contacte amb les idees egípcies.

### L'alquímia xinesa
Tot el pensament xinès tradicional, que parteix de les nocions exposades en el Yijing, traduïble com el «Llibre dels canvis o de les transmutacions», es basa en la idea que la realitat és un "canvi permanent". Així, la majoria d'antigues teories i tècniques xineses tenen una relació o altra amb l'alquímia, en tant que mètodes que estudien i apliquen els mecanismes d'aquest canvi. Això ja és manifest amb els conceptes bàsics d'aquesta cultura: el Dao, la relació entre Yin i Yang, els cinc elements, el txi, etc.
Nogensmenys, una alquímia com a tal es va desenvolupar a partir de les idees taoistes, en la seva vessant més popular (dào jiào). Però mentre l'alquímia occidental es va acabar centrant en la transmutació de metalls corrents en nobles, l'alquímia xinesa va tenir una connexió més òbvia amb la medicina. Al principi de la dinastia Song els alquimistes xinesos practicants del taoisme tenien com a objectiu final trobar el "gran elixir de la immortalitat física del cos" i creien que podien transmutar el cinabri altament tòxic (sulfur de mercuri o ocre vermell) en l'elixir de la immortalitat. L'ús de cinabri en l'alquímia taoista va sorgir de relacionar el vermell del cinabri amb el color de la sang, i la seva transformació en mercuri líquid, al qual anomenaven argent viu i relacionaven amb la vitalitat del semen humà, la font de vida nova. Encara que tolerable en baixes dosis, aquest producte va causar nombroses defuncions, fet que va encoratjar la gent a evitar aquesta forma d'alquímia en favor de mètodes externs (com el tai-txi-txuan, o el txi-kung).
La pólvora podria haver estat una invenció dels alquimistes xinesos. Descrita en textos del segle ix i usada en focs artificials al segle x, va ser emprada en canons cap al 1290. L'ús de la pólvora es va estendre des de la Xina fins al Japó, i a través dels mongols cap al món àrab i cap a Europa (va ser usada pels mongols contra els hongaresos el 1241). Els europeus la van començar a fer servir a partir del segle xiv.

### L'alquímia índia
A Occident el caràcter i la història de l'alquímia índia són poc coneguts. L'alquímia índia, com tota la seva ciència, se centra a aconseguir el mokxa: la perfecció, la immortalitat, l'alliberament. Així, concentra els seus esforços a fer immortal el cos humà. Són moltes les històries tradicionals d'alquimistes encara vius des de temps immemorials gràcies als efectes dels seus experiments.
| «           | [Els indis] tenen una ciència semblant a l'alquímia que és bastant característica d'ells, a la qual anomenen Rasayana. Significa l'art d'obtenir i manipular Rasa (nèctar, mercuri, suc). Aquest art està restringit a determinades operacions, obtenció de metalls, drogues, compostos i medicines, la majoria dels quals tenen mercuri com a ingredient principal. Els seus principis retornen la salut als malalts terminals i la joventut als marcits ancians. | » |
| — al-Biruní | |   |

Els textos de medicina i ciència ayurvèdica tenen aspectes relacionats amb l'alquímia, com tenir cures per a totes les malalties conegudes i mètodes per tractar els malalts mitjançant la unció d'olis. El millor exemple de text basat en aquesta ciència és el Vaisheshika Darshana de Kanada, escrit al voltant del 600 aC, que descrivia una teoria atòmica gairebé un segle abans que Demòcrit.
Atès que l'alquímia acabaria integrada en el vast camp de l'erudició índia, les influències d'altres doctrines metafísiques i filosòfiques com el samkhya, el ioga, el vaisheshika i l'ayurveda van ser inevitables. No obstant això, la majoria dels textos Rasayana tenen les seves arrels a les escoles tàntriques Kaula relacionades amb els ensenyaments de la personalitat de Matsyendranath.
El rasayana era entès per molt poca gent en aquella època. Nagarjuna, un monjo budista que va publicar el Rasaratnakara, és un conegut exemple de l'antiga medicina índia, o nityanadhiya. Es deia que Nagarjuna havia desenvolupat un mètode per convertir el mercuri en or. La majoria de les seves obres originals s'han perdut, però els seus ensenyaments tenen encara una forta influència en la medicina tradicional índia.

### Alquímia al món grec
La ciutat grega d'Alexandria a Egipte era un centre de saber alquímic que va retenir la seva preeminència durant la major part de les eres grega i romana. Els grecs es van apropiar de les creences hermètiques egípcies i les van unir amb les filosofies pitagòrica, jònia i gnòstica.
La filosofia pitagòrica és, essencialment, la creença que els nombres governen l'univers, sorgida de les observacions del so, dels estels i de formes geomètriques com els triangles, o qualsevol de la qual pugui derivar-se una divisió.
El pensament jònic es basava en la creença que l'univers podia ser explicat mitjançant l'observació dels fenòmens naturals; es creu que aquesta filosofia va ser iniciada per Tales de Milet i el seu pupil Anaximandre de Milet, i posteriorment desenvolupada per Plató i Aristòtil, les obres del qual van arribar a ser una part integral de l'alquímia. Segons aquesta creença, l'univers pot ser descrit per unes poques lleis unificades que poden determinar-se només mitjançant acurades, minucioses i àrdues exploracions filosòfiques.
El tercer component introduït a la filosofia hermètica pels grecs va ser el gnosticisme, una creença, estesa durant l'Imperi Romà cristià, que el món és imperfecte perquè va ser creat de manera imperfecta i que l'aprenentatge sobre la naturalesa de la substància espiritual portaria a la salvació. Fins i tot creien que Déu no «va crear» l'univers en el sentit clàssic, sinó que l'univers va ser creat «d'ell» però es va corrompre en el procés, en lloc de corrompre's per les transgressions d'Adam i Eva, el pecat original. Segons les creences gnòstiques, en adorar el cosmos, la naturalesa o les criatures del món, un adora el Déu Veritable. Moltes sectes gnòstiques sostenien fins i tot que la deïtat bíblica seria dolenta i havia de ser una emanació caiguda de l'Elevat Déu a qui buscaven adorar i unir-se. No obstant això, l'aspecte del déu d'Abraham com a ser malvat no va tenir res a veure amb l'alquímia, però l'aspecte de l'ascens a l'Elevat Déu probablement hi va tenir molta influència. Les teories platòniques i neoplatòniques sobre els universals i l'omnipotència de Déu també van ser absorbides (les seves principals creences veuen l'aspecte físic del món com a imperfecte i creuen en Déu com a ment còsmica transcendent).
Un concepte molt important introduït en aquesta època, concebut per Empèdocles i desenvolupat per Aristòtil, va ser que totes les coses de l'univers estaven formades per només quatre elements: terra, aire, aigua i foc. Segons Aristòtil, cada element tenia una esfera a la qual pertanyia i a la qual tornaria si se'l deixava intacte.
Els quatre elements dels grecs eren aspectes majoritàriament qualitatius de la matèria i no quantitatius com ho són els nostres elements moderns, eren les qualitats primàries i més generals per mitjà de les quals la substància amorfa i purament quantitativa de tots els cossos es presentava en una forma diferenciada (arque). Alquimistes posteriors van desenvolupar extensivament els aspectes místics d'aquest concepte.

### L'alquímia en l'Imperi Romà
Els romans van adoptar l'alquímia i la metafísica gregues, i també van adoptar gran part del seu coneixement i filosofia. Al final de l'Imperi Romà la filosofia alquímica s'havia unit a les filosofies dels egipcis i van crear el culte de l'hermetisme.
No obstant això, del desenvolupament del cristianisme en l'Imperi va conduir a una línia oposada de pensament, provinent d'Agustí d'Hipona (354-430), un filòsof cristià primerenc que va escriure sobre les seves creences poc abans de la caiguda de l'Imperi Romà d'Occident. En essència, Agustí sentia que la raó i la fe podien ser usades per entendre Déu, però que la filosofia experimental era nociva: «Hi ha també present en l'ànima, pels mitjans d'aquests mateixos sentits corporals, una espècie de buit anhel i curiositat que pretén no aconseguir el plaer de la carn sinó adquirir experiència a través d'aquesta, i aquesta buida curiositat es dignifica amb els noms de coneixement i ciència.»
Les idees agustinianes eren decididament antiexperimentals, si bé les tècniques experimentals aristotèliques no van ser rebutjades quan van estar disponibles a Occident. Així i tot, el pensament agustinià va tenir fort arrelament en la societat medieval i es va usar per mostrar l'alquímia com a contrària a Déu.
Bona part del coneixement alquímic romà, com el dels grecs i els egipcis, s'ha perdut. A Alexandria, el centre dels estudis alquímics durant l'Imperi Romà, aquest art era principalment oral i en interès del secret poc es confiava al paper. (D'aquí l'ús d'«hermètic» per indicar "reservat"). És possible que alguna obra anés escrita a Alexandria i que subsegüentment es perdés o cremés en els turbulents períodes següents.

### Alquímia al món islàmic

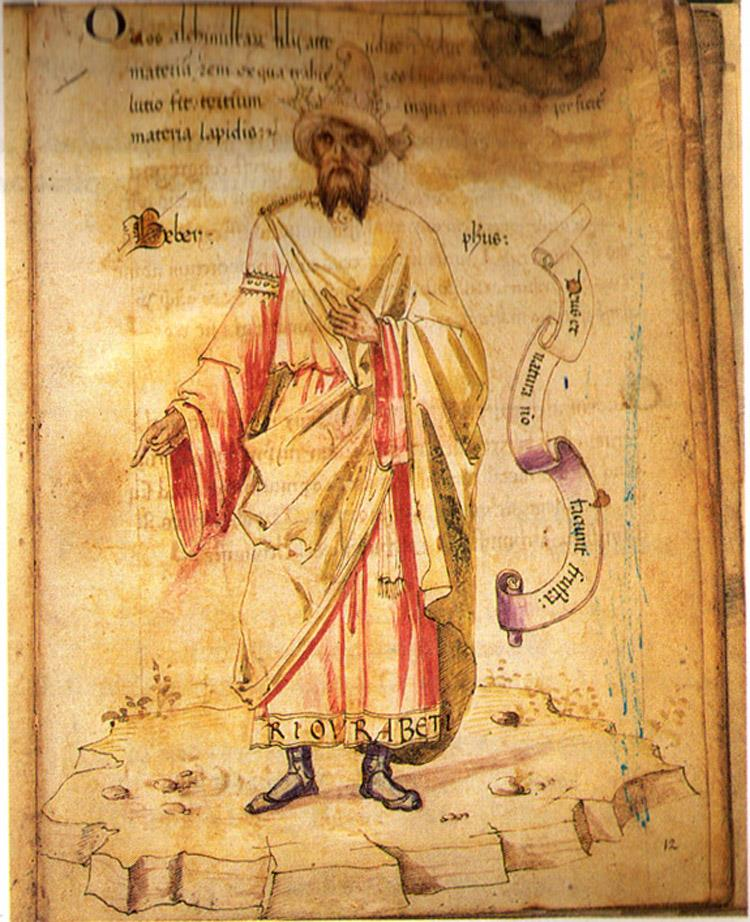
Jàbir ibn Hayyan (Geber), qui és considerat el "pare de la química", va introduir una anàlisi científica i experimental en l'alquímia.

Després de la caiguda de l'Imperi Romà d'Occident, el focus del desenvolupament alquímic es va traslladar al món islàmic. Se sap molt més sobre l'alquímia islàmica perquè va ser documentada millor: de fet, la majoria dels primers escrits que han sobreviscut el pas dels anys ho han fet com a traduccions en àrab.
El món islàmic va ser un gresol per a l'alquímia. El pensament platònic i aristotèlic, que ja havia estat en certa manera inclòs en la ciència hermètica, va continuar sent assimilat. Alquimistes islàmics com Ar-Razí (en llatí Rasís) i Jàbir ibn Hayyan (en llatí Geber) van aportar descobriments químics clau, tals com la tècnica de la destil·lació (les paraules alambí i alcohol són d'origen àrab), els àcids muriàtic (clorhídric), sulfúric i nítric, la insulsa, la potassa i altres. (Els noms àrabs per aquestes dues últimes substàncies, al-natrun i al-qalí, llatinitzats com natrium i kalium, van donar origen als símbols moderns del sodi i el potassi). El descobriment que l'aigua règia, una barreja d'àcid nítric i clorhídric, podia dissoldre el metall més noble (l'or) hauria d'avivar la imaginació d'alquimistes durant el mil·lenni següent.
Els filòsofs islàmics també van fer grans contribucions a l'hermetisme alquímic. L'autor més influent en aquest aspecte possiblement fou Geber. L'objectiu primordial de Geber era la takwin, la creació artificial de vida en el laboratori alquímic, fins i tot la vida humana. Geber va analitzar cada element aristotèlic en termes de les quatre qualitats bàsiques de calor, fred, sequedat i humitat. D'acord amb ell, en cada metall dues d'aquestes qualitats eren interiors i dues eren exteriors. Per exemple, el plom era externament fred i sec, mentre que l'or era calent i humit. D'aquesta forma, teoritzava Geber, reordenant les qualitats d'un metall, podia obtenir-se'n un de diferent. Amb aquest raonament, la recerca de la pedra filosofal va ser introduïda en l'alquímia occidental. Gebir va desenvolupar una elaborada numerologia mitjançant la qual les inicials del nom d'una substància en àrab, quan se'ls aplicaven diverses transformacions, mantenien correspondències amb les propietats físiques de l'element.

### Alquímia en l'Europa medieval

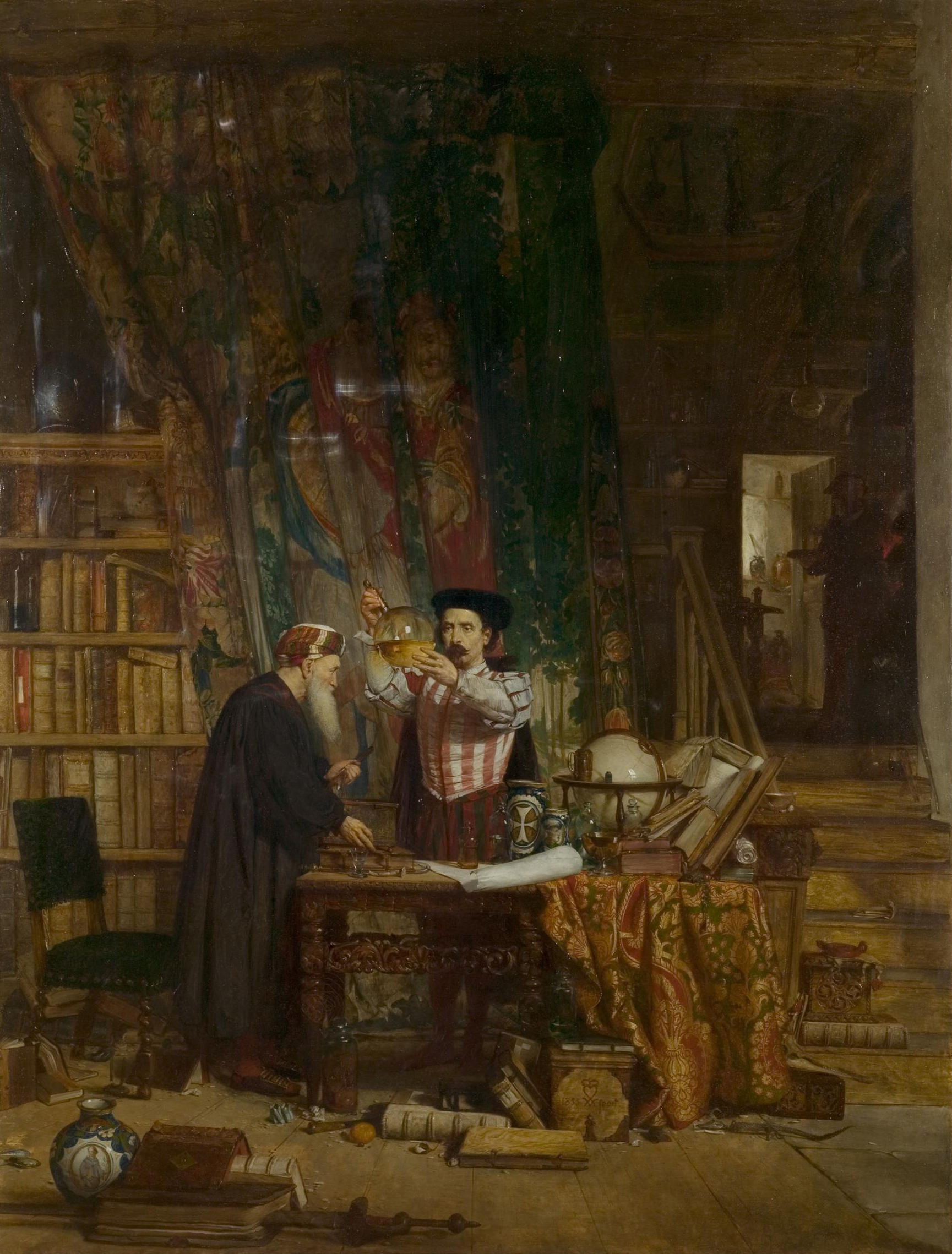
L'alquimista de William Fettes Douglas.

A causa de les seves fortes connexions amb les cultures grega i romana, l'alquímia va ser acceptada bastant fàcilment per la filosofia cristiana i els alquimistes medievals europeus van absorbir extensivament el coneixement alquímic islàmic. Gerbert d'Aurillac, qui més tard es convertiria en el Papa Silvestre II, va ser un dels primers a portar la ciència islàmica a Europa des de l'Àndalus. Més tard, homes com Adelard de Bath, qui va viure en el segle xii, van portar ensenyaments addicionals. Però fins al segle xiii els moviments van ser principalment assimilatius.
En aquest període van aparèixer algunes desviacions arran dels principis agustinians incorporats pels primers pensadors cristians. Anselm de Canterbury creia que la fe ha de precedir la raó, com Agustí i la majoria dels teòlegs anteriors a ell, encara que ell va afegir, fomentat en un context cristià, que la fe i la raó eren compatibles. Els seus punts de vista van posar les bases per a l'explosió filosòfica que havia d'ocórrer. Pere Abelard va continuar el treball d'Anselm, preparant els fonaments per a l'acceptació del pensament aristotèlic abans que les primeres obres d'Aristòtil arribessin a Occident. La seva principal influència en l'alquímia va ser la creença que els principis universals de Plató no tenien una existència separada de la consciència de l'ésser humà. Abelard també va sistematitzar l'anàlisi de les contradiccions filosòfiques.
Robert Grosseteste va ser un pioner de la teoria científica que posteriorment seria usada i refinada pels alquimistes, prenent els mètodes d'anàlisi d'Abelard i afegint-hi l'ús d'observacions, experimentació i conclusions en realitzar avaluacions científiques. També va treballar molt per bastir un pont entre el pensament platònic i l'aristotèlic.
Albert el Gran i Tomàs d'Aquino van ser dos membres de l'Orde dels Predicadors que van estudiar Aristòtil i van treballar en la reconciliació de les diferències entre la filosofia i el cristianisme. Tomàs d'Aquino també va treballar intensament a desenvolupar el mètode científic. Fins i tot va ser tan lluny com per afirmar que els universals podrien ser descoberts només mitjançant el raonament lògic i, atès que la raó no pot oposar-se a Déu, deu ser, per tant, compatible amb la teologia. Això contradeia la comunament acceptada creença neoplatònica que els universals es trobaven només mitjançant la il·luminació divina. Ambdós van estar entre els primers a emprendre l'examen de la teoria alquímica i ells mateixos podrien ser considerats alquimistes, excepte pel fet que van fer poc quant a l'experimentació.
El primer alquimista autèntic en l'Europa medieval va ser Roger Bacon, un franciscà d'Oxford que va estudiar l'òptica i els llenguatges a més de l'alquímia. La seva obra va suposar tant per a l'alquímia com la de Robert Boyle per a la química i la de Galileo Galilei per a l'astronomia i la física. Els ideals franciscans de conquerir el món en lloc de rebutjar-lo el van portar a la convicció que l'experimentació era més important que el raonament: «De les tres formes en les quals els homes pensen que adquireixen coneixement de les coses: autoritat, raonament i experiència, només l'última és efectiva i capaç de portar pau a l'intel·lecte.» «La ciència experimental controla les conclusions de totes les altres ciències. Revela veritats que el raonament dels principis generals mai haurien descobert». A Roger Bacon també se li ha atribuït l'inici de la recerca de la pedra filosofal i de l'elixir de la vida. La idea de la immortalitat va ser reemplaçada per la noció de la longevitat: després de tot, el temps que l'ésser humà passa a la Terra era simplement per esperar i preparar-se per a la immortalitat al món de Déu. La immortalitat a la Terra no encaixava amb la teologia cristiana.
Bacon no va ser l'únic alquimista d'aquesta època però sí el més important. Les seves obres van ser usades per incomptables alquimistes entre els segles XV i xix. Altres alquimistes de la seva mateixa època van compartir alguns trets. Primer, i més òbviament, gairebé tots van ser membres del clergat. Això es devia simplement al fet que poca gent fora de les escoles parroquials tenia l'educació necessària per examinar les obres derivades de l'àrab. A més, l'alquímia en aquesta època era autoritzada per l'església com un bon mètode d'explorar i desenvolupar la teologia. L'alquímia era interessant per a l'àmplia varietat de clergues perquè oferia una visió racionalista de l'univers on la humanitat amb prou feines estava començant a aprendre sobre el racionalisme.
Cap a finals del segle xiii, l'alquímia s'havia desenvolupat fins a constituir un sistema de creences bastant estructurat. Els adeptes creien en la teoria d'Hermes sobre el macrocosmos-microcosmos, és a dir, creien que els processos que afecten els minerals i altres substàncies podien tenir un efecte en el cos humà (per exemple, si algú aprengués el secret de purificar or, podria usar la mateixa tècnica per purificar l'ànima humana). Creien en els quatre elements i les quatre qualitats anteriorment descrites, i tenien una forta tradició d'amagar les seves idees escrites en un laberint d'argot codificat ple de paranys per despistar els no iniciats. Finalment, els alquimistes practicaven el seu art: experimentaven activament amb substàncies químiques i feien observacions i teories sobre com funcionava l'univers. Tota la seva filosofia girava entorn de la seva creença que l'ànima humana estava dividida després de la caiguda d'Adam. Purificant les dues parts de l'ànima de l'ésser humà, aquest podria reunir-se amb Déu.
En el segle xiv, la pesta negra, l'increment de guerres i els períodes de fam que van caracteritzar aquest segle van servir d'obstacle a l'exercici filosòfic en general.
Guillem d'Occam, un franciscà d'Oxford, va atacar la visió de Tomás d'Aquino sobre la compatibilitat entre la fe i la raó. La seva opinió, avui àmpliament acceptada, era que Déu ha de ser acceptat només amb la fe, perquè no pot ser limitat per la raó humana. Aquest punt de vista no era incorrecte si hom acceptava el postulat d'un Déu il·limitat enfront de la limitada capacitat humana per raonar, però va eliminar virtualment l'alquímia com a pràctica acceptada als segles xiv i xv. El papa Joan XXII va publicar l'any 1317 l'edicte Spondet quas senar exhibent contra l'alquímia, que efectivament va retirar tots els membres de l'església de la seva pràctica. No obstant això, es creu que aquest mateix papa va estar interessat en l'estudi alquímic i va escriure un tractat titulat Ars transmutatoria en el qual narrava com va fabricar 200 barres d'or d'un quintar.

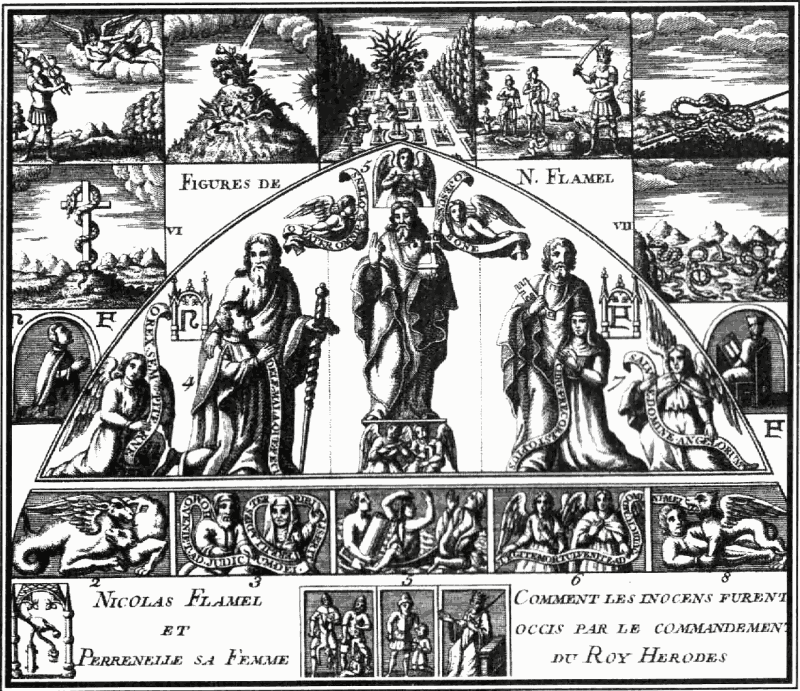
Nicolas Flamel tenia aquests misteriosos símbols alquímics gravats a la seva tomba a l'església dels Sants Innocents de París.

L'alquímia es va mantenir viva gràcies a homes com Nicolas Flamel, digne d'esment només perquè va ser un dels pocs alquimistes que van escriure en aquests temps difícils. Flamel va viure entre 1330 i 1417 i serviria com a arquetip a la fase següent de l'alquímia. No va ser un investigador religiós com molts dels seus predecessors i tot el seu interès per l'art girava entorn de la recerca de la pedra filosofal, que es diu que va trobar. Les seves obres dediquen gran quantitat d'espai a descriure processos i reaccions, però mai arriben realment a donar la fórmula per aconseguir les transmutacions. La major part de la seva obra estava dedicada a recollir el saber alquímic anterior a ell, especialment el relatiu a la pedra filosofal.
Durant la baixa edat mitjana (1300-1500) els alquimistes van ser molt semblants a Flamel: es van concentrar en la recerca de la pedra filosofal i l'elixir de la joventut, que ara es creia que eren coses separades. Les seves al·lusions críptiques i el seu simbolisme van portar a grans variacions en la interpretació de l'art. Per exemple, molts alquimistes durant aquest període interpretaven que la purificació de l'ànima significava la transmutació del plom en or (en la qual creien que el mercuri exercia un paper crucial). Aquests homes eren considerats mags i fetillers per molts i sovint van ser perseguits per les seves pràctiques.
Un d'aquests homes que va sorgir a principis del segle xvi es deia Heinrich Cornelius Agrippa. Aquest alquimista creia que era un mag i que tenia poder per invocar esperits. La seva influència va ser insignificant però, igual com Flamel, va elaborar escrits als quals es van referir alquimistes d'anys posteriors. També com Flamel, va fer bastant per canviar l'alquímia d'una filosofia mística a una màgia ocultista. Va mantenir vives les filosofies d'alquimistes anteriors, incloent-hi la ciència experimental, la numerologia, etcètera, però va afegir la teoria màgica, la qual cosa va reforçar la idea de l'alquímia com a creença ocultista. Malgrat tot això, Agrippa es considerava a si mateix cristià, si bé les seves opinions van entrar amb freqüència en conflicte amb l'Església.

### L'alquímia en l'era moderna i el Renaixement
L'alquímia europea va continuar per aquest mateix camí fins als inicis del Renaixement. Aquesta època va veure també un floriment dels estafadors que usaven trucs químics i jocs de mans per «demostrar» la transmutació de metalls comuns en or o que afirmaven posseir el coneixement del secret que (amb una «petita» inversió inicial) portaria amb tota seguretat a això. El nom més important d'aquest període és Paracels (1493?-1541), qui va donar a l'alquímia una nova forma, rebutjant part de l'ocultisme que havia acumulat al llarg dels anys i promovent l'ús d'observacions i experiments per aprendre sobre el cos humà. Paracels va rebutjar les tradicions gnòstiques però va mantenir molt de les filosofies hermètiques, neoplatònica i pitagòrica; no obstant això, la ciència hermètica tenia tanta teoria aristotèlica que el seu rebuig del gnosticisme era pràcticament insignificant. En particular, va rebutjar les teories màgiques de Flamel i Agrippa. Paracels no es veia a si mateix com un mag i menyspreava els qui ho feien.

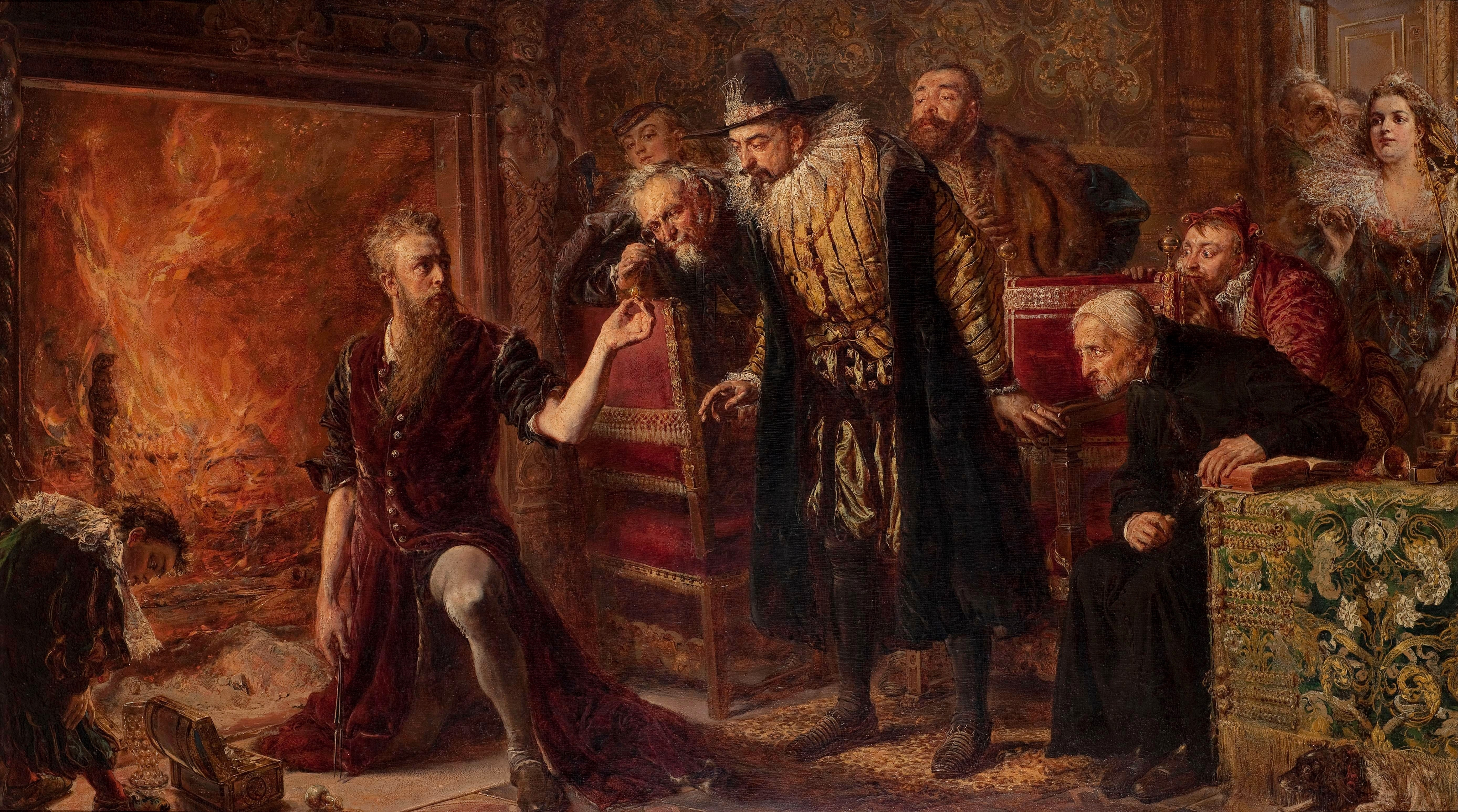
Alchemik Michał Sędziwój, pintura a l'oli sobre fusta de Jan Matejko, 73×130 cm, Museu d'Arts de Łódź.

Paracels va ser pioner en l'ús de compostos químics i minerals en medicina. Va escriure que «Molts han dit que l'alquímia és per fabricar or i argent. Per a mi no és tal el propòsit, sinó considerar només la virtut i el poder que pot haver-hi en les medicines.» Els seus punts de vista hermètics eren que la malaltia i la salut del cos depenien de l'harmonia de l'home (el microcosmos) i la naturalesa (el macrocosmos). Paracels va donar un enfocament diferent del dels seus predecessors, i va usar aquesta analogia no com a referència a la purificació de l'ànima sinó al fet que els humans han de mantenir certs equilibris de minerals en els seus cossos i que per a determinades malalties hi havia remeis químics que podien guarir-les. Mentre que els seus intents de tractar malalties amb remeis tals com el mercuri podrien semblar contraproduents des d'un punt de vista modern, la seva idea bàsica de medicines produïdes químicament ha romàs vigent sorprenentment bé.
A Anglaterra l'alquímia en aquesta època s'associa freqüentment amb John Dee (1527-1608), més conegut per les seves facetes d'astròleg, criptògraf i «consultor científic» general de la reina Isabel I. Dee era considerat una autoritat en l'obra de Roger Bacon i va estar prou interessat en l'alquímia per a escriure un llibre sobre ella (Micos Hieroglyphica, 1564), influenciat per la càbala. El soci de Dee, Edward Kelley, que afirmava conversar amb àngels a través d'una bola de cristall i posseir una pols que transformaria el mercuri en or, pot haver estat la font de la imatge popular de l'alquimista-xarlatà.
Un alquimista menys conegut d'aquesta època és Miquel Sendivogius (1566-1636), filòsof, metge i pioner de la química polonesa. Segons algunes fonts, va destil·lar oxigen al laboratori cap a l'any 1600, 170 anys abans que Karl Wilhelm Scheele i Joseph Priestley, escalfant salnitre. Pensava que el gas resultant era «l'elixir de la vida». Poc després de descobrir aquest mètode, es creu que Sendivogius va ensenyar la seva tècnica a Cornelius Drebbel, qui en 1621 li donaria aplicació pràctica en un submarí.
Tycho Brahe (1546-1601), més conegut per les seves investigacions astronòmiques i astrològiques, era també un alquimista. Va tenir un laboratori expressament construït per a l'estudi d'aquestes matèries a Uraniborg, el seu observatori i institut d'investigació.

### El declivi de l'alquímia occidental
La desaparició de l'alquímia occidental va ser deguda a l'auge de la ciència moderna amb el seu èmfasi en la rigorosa experimentació quantitativa i el seu desdeny cap a la «saviesa antiga». Encara que les llavors d'aquests successos van ser plantades ja al segle xvii, l'alquímia encara va prosperar durant uns dos-cents anys, i de fet pot ser que aconseguís el seu apogeu al segle xviii. Tan tard com en 1781 James Price va afirmar haver produït una pols que podia transmutar el mercuri en argent o or.
Robert Boyle (1627-1691), més conegut pels seus estudis sobre els gasos (vegeu la llei de Boyle), va ser un dels pioners del mètode científic en les investigacions químiques. Boyle no donava res per assumit, preferia posar-ho tot en dubte i experimentar fins a verificar les suposicions; després recopilava totes les dades rellevants: en un experiment típic anotava el lloc en el qual s'efectuava, les característiques del vent, les posicions del sol i la lluna i la lectura baromètrica, per si després resultessin ser rellevants. Aquest enfocament va acabar portant a la fundació de la química moderna als segles xviii i xix, basada en els revolucionaris descobriments d'Antoine Lavoisier i John Dalton, que finalment van proporcionar un marc de treball lògic, quantitatiu i fiable per entendre les transmutacions de la matèria, revelant la futilitat dels tradicionals objectius que l'alquímia s'havia proposat en altres temps tals com la pedra filosofal.
Mentrestant, l'alquímia paracèlsica va portar al desenvolupament de la medicina moderna. Els experimentalistes van descobrir gradualment els mecanismes del cos humà, tals com la circulació de la sang (William Harvey, 1616), i finalment van localitzar l'origen de moltes malalties en les infeccions amb gèrmens (Robert Koch i Louis Pasteur, segle xix), o en la manca de nutrients i vitamines naturals (James Lind, Christiaan Eijkman, Casimir Funk, etc.). Recolzada en el desenvolupament paral·lel de la química orgànica, la nova ciència va desplaçar fàcilment l'alquímia en les seves aplicacions mèdiques, interpretatives i prescriptives, mentre apagava les seves esperances en elixirs miraculosos i mostrava la ineficàcia i fins i tot toxicitat dels seus remeis.
D'aquesta forma, a mesura que la ciència va seguir descobrint i racionalitzant contínuament els mecanismes de l'univers, fundada en la seva pròpia metafísica materialista, l'alquímia va anar quedant despullada de les seves connexions química i mèdica, però també irremeiablement subjecta a aquestes disciplines. Reduïda a un sistema filosòfic arcà, pobrament relacionat amb el món material, l'alquímia va sofrir la destinació comuna a altres disciplines esotèriques tals com l'astrologia i la càbala: exclosa dels estudis universitaris, rebutjada pels seus antics mecenes, relegada a l'ostracisme pels científics i considerada habitualment com l'epítom de la superstició i els engalipadors. No obstant això, els rosacreus i francmaçons sempre han estat interessats en l'alquímia i el seu simbolisme. Una gran col·lecció de llibres sobre alquímia es guarda en la Bibliotheca Philosophica Hermetica d'Amsterdam.
Aquests avenços podrien ser interpretats com a part d'una reacció més àmplia de l'intel·lectualisme europeu contra el moviment romàntic del segle anterior.

## Alquímia moderna

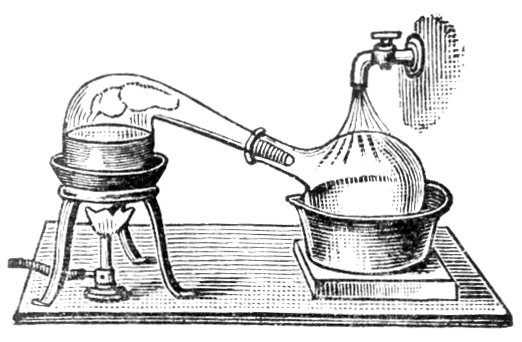
Destil·lació en alambí.

En l'època actual s'han realitzat progressos per aconseguir les metes de l'alquímia usant mètodes diferents dels de l'alquímia tradicional. Aquests avenços poden de vegades ser anomenats «alquímia» per raons retòriques.
En l'actualitat la panacea universal segueix resultant esquiva, encara que futuristes com Ray Kurzweil creuen que una nanotecnologia prou avançada podria perllongar la vida indefinidament. Alguns diuen que la tercera meta de l'alquímia ha estat aconseguida amb la fecundació in vitro i la clonació d'embrions humans, encara que aquestes tecnologies queden molt lluny de crear una vida humana des de zero.
Podria dir-se que l'objectiu de la investigació en intel·ligència artificial és precisament crear una vida des de zero, i els filosòficament oposats a la possibilitat de la IA l'han comparat amb l'alquímia, com Herbert i Stuart Dreyfus en el seu assaig del 1960 Alquímia i IA (Alchemy and AI). No obstant això, a causa que l'objectiu específic de l'alquímia és la transmutació humana més que la creació de vida des de zero, la investigació genètica hi estaria més propera, especialment la barreja entre gens de diferents espècies.

### Transmutació nuclear
El 1919 Ernest Rutherford va usar la desintegració artificial per convertir nitrogen en oxigen. Aquest procés o transmutació ha estat posteriorment realitzat a escala comercial mitjançant el bombardeig de nuclis atòmics amb partícules d'alta energia en acceleradors de partícules i reactors nuclears.
La idea de convertir plom en or no és del tot incorrecta donat que, teòricament, n'hi ha prou extraient 3 protons d'un àtom de plom (82 protons) per obtenir altre d'or (79 protons). De fet, el 1980 Glenn T. Seaborg transmutà plom en or, amb l'inconvenient que l'or resultant amb prou feines dura uns segons per la seva inestabilitat atòmica i la quantitat obtinguda és tan microscòpica que fa impensable la seva rendibilitat.

### Afirmacions de transmutació no verificades
El 1964, uns deixebles de Georges Ohsawa, basant-se en una de les primeres afirmacions de Corentin Louis Kervran, van informar haver transmutat sodi en potassi usant un arc elèctric. El 1994, R. Sundaresan i J. Bockris van informar d'haver observat reaccions de fusió en descàrregues elèctriques entre barres de carboni submergides en aigua. No obstant això, cap d'aquestes afirmacions ha estat reproduïda per altres científics i avui dia la idea està àmpliament desacreditada.

### Psicologia analítica
Carl Gustav Jung va iniciar el seu contacte amb l'alquímia des d'un clar desinterès: «L'alquímia em semblava una cosa afectada i ridícula.» La seva opinió canviaria radicalment el 1928 arran del comentari sol·licitat per part de Richard Wilhelm sobre la traducció de les vuit primeres seccions d'un tractat d'alquímia fisiològica xinesa del segle xiii: El secret de la flor d'or, llibre budista amb base taoista. L'inici del seu contacte amb l'alquímia es va veure per tant determinat en contemplar en l'obra les bases del procés d'individuació, així com un centre processal al qual va denominar posteriorment si-mateix. Va necessitar deu anys per elaborar un diccionari de referències creuades amb la finalitat de poder entendre els significats inclosos en els textos alquímics, així com quinze anys per disposar d'una biblioteca semblant a les dels seus somnis.
Jung va veure l'alquímia com una proto-psicologia occidental dedicada l'assoliment de la individuació. En la seva interpretació, l'alquímia era el recipient en el qual el gnosticisme va sobreviure a les seves diverses purgues en el Renaixement. En aquest sentit, Jung veia l'alquímia com a comparable al ioga d'Occident. També interpretava els textos alquímics xinesos en termes de la seva psicologia analítica com a mitjans per la individuació. Jung sosté en la seva obra Psicologia i Alquímia (1944) que els fenòmens observables de l'inconscient, tals com els somnis, contenen elements simbòlics que també es poden trobar en la simbologia alquímica. A més, dedica una anàlisi al paral·lelisme entre els conceptes de la pedra filosofal, d'una banda, i la figura de Crist, per una altra. Va il·lustrar a través de les figures del Rosarium philosophorum aquells fenòmens transferencials esdevinguts en el Procés d'Individuació en la seva obra La psicologia de la transferència (1946). Finalment, en la seva obra Mysterium Coniunctionis (1955-1956), configura la culminació de la confrontació entre l'alquímia i la psicologia analítica. Com a tercera part d'aquesta obra, s'inclourà editat i comentat per Marie-Louise von Franz, l'Aurora consurgens.
A tot això cal no oblidar la importància que van revestir per a l'accés de Jung a l'essència de l'alquímia dues figures històriques rellevants: Zòsim de Panópolis i Paracels.

## Alquímia en la cultura

### Novel·les i teatre

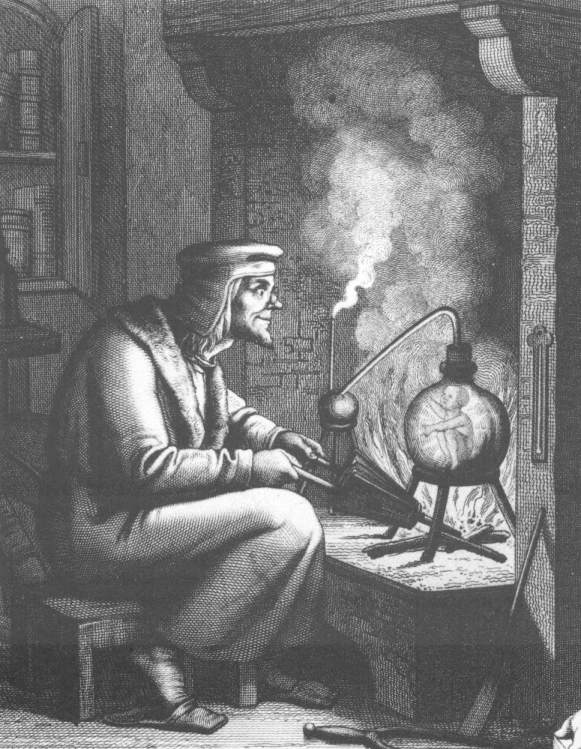
Faust creant un homúncul

Molts escriptors satiritzaren els alquimistes i els van usar com a blanc d'atacs satírics. Dos famosos exemples antics són:
- Geoffrey Chaucer, The Cànon's Yeoman's Prologue and Tale (c. 1380). El protagonista, un alquimista de camí a Canterbury, afirma que «ho enllosarà sencer d'argent i or».
- Ben Jonson, L'alquimista (c. 1610). En aquesta obra de cinc actes, els personatges munten un taller d'alquímia per estafar a la gent.

En obres més recents els alquimistes solen ser presentats sota una llum més romàntica i mística i sovint es fa poca distinció entre alquímia, màgia i bruixeria:
- William Shakespeare, La tempesta (1611). És la seva obra més influenciada per l'alquímia, plagada d'imatgeria alquímica i amb Pròsper com a mag arquetípic.
- Mary Shelley, Frankenstein (1818). Victor Frankenstein empra tant l'alquímia com la ciència moderna per crear el monstre de Frankenstein.
- Vladimir Odoevsky, Salamandra (1828).
- 2a part de Faust (Goethe) (1832). Wagner, el servent de Faust, usa l'alquímia per crear un homúncul.
- Antal Szerb, La llegenda dels Pendragon (1934)
- Gabriel García Márquez, Cent anys de solitud (1967). Un alquimista anomenat Melquíades s'afegeix a l'atmosfera surrealista de la novel·la (vegeu realisme màgic).
- Ian Watson, Els Jardins de les Delícies (1980). Un alquimista del futur, ajudat per un poderós extraterrestre, crea un planeta basat en la pintura de El Bosch El Jardí de les Delícies.
- En algunes de les novel·les del Mundodisco de Terry Pratchett (1983-actualitat) apareix un gremi d'alquimistes. Són coneguts per volar la seu del seu gremi regularment. Tenen un paper particularment important en Homes d'Armes (1993).
- John Crowley, Ægypt (1987-2007). Tetralogia de novel·les de realisme màgic que tracten extensivament del Dr. Dee, l'alquímia, l'astrologia i la màgia.
- Paulo Coelho, L'alquimista (1988). El protagonista coneix un alquimista i aprèn els principis de l'alquímia.
- Umberto Eco, El pèndol de Foucault (1988).
- J. K. Rowling, Harry Potter i la pedra filosofal (1997). En ella apareix Nicolas Flamel com un personatge.
- Neal Stephenson, Cicle Barroc (2003?2004). Inclou alquimistes reals i imaginaris com Isaac Newton, de Duillier i Enoch Root.
- Hiromu Arakawa, L'alquimista d'Acer, Fullmetall Alchemist (novel·la gràfica) (2002). L'autora recrea un món paral·lel governat pels principis de l'alquímia.

## Obres clàssiques d'alquímia
- Hermes Trismegist, Taula de maragda.
- Albert el Gran, Compositum de Compositis ('El compost dels compostos').
- "Altus", Mutus Liber ('El Llibre Mut').
- Arnau de Vilanova, Semita Semitæ (?El camí del camí?); Rosarium Philosophorum.
- Basilius Valentinus, Carrus Triumphalis Antimonii ('El Carro Triomfal de l'Antimoni'); Duodecim Claus.
- Bernardo de Treviso, El Somni Verd.
- Conversa del rei Calid i del filòsof Morien sobre el magisteri d'Hermes.
- Donum Dei.
- Elias Ashmole, Theatrum Chemicum Brittanicum.
- Eugenio Filaleteo, L'Art Hermètic al Descobert.
- Fulcanelli, El Misteri de les Catedrals; Les Morades Filosofals; Finis Gloriæ Mundi.
- Georges Aurach, El Jardí de les Riqueses.
- Instrucció d'un Pare al seu Fill sobre l'Arbre Solar.
- Jacques Li Tesson, L'Obra del Lleó Verd.
- La Clavícula o La Clau Universal (atribuït a Raimundus Lullus).
- La Torba dels Filòsofs.
- Li Crom, Tractat de la Sal dels Filòsofs.
- Michael Maier, Atalanta Fugiens; Scrutinium Chymicum; Septimana Philosophica; Arcana Arcanissima; Viatorum; Lusus Scrius; Symbola Aureæ; Themis Aurea o De Circulo Physico Cuadrato.
- Michael Sendivogius, Carta Filosòfica; Novum Lumen Chymicum; Dialogus Mercurii; Tractatus de Sulphure; Ænigma Philosphicum.
- Nicolas Flamel, El Llibre de les Figures Jeroglífiques; El Desig Desitjat.
- Roberto Valensis, La Glòria del Món o La Taula del Paradís.
- Roger Bacon, Speculum Alchemiæ (El mirall alquímic); Alchemia Major; De Ione Viridi; Breviaram de dono Dei; Secretum secretorum; Epístolæ de secretis operibus artis et naturæ ac mullitate magiæ.
- Speculum veritatis.
- Splendor Solis.
- Stolcius von Stolcenberg, Vyridarium Chymicum.
- Theophrastus Philippus Aureolus Bombastus von Hohenheim -Paracels-, Opera Omnia; De Natura Rerum Libri Novem; Thesaurus Thesaurorum Alchimistorum (?El tresor dels tresors dels alquimistes?).
- Theatrum chemicum («Teatre químic»), recopilació de tractats alquimics del Renaixement.
- Tomàs d'Aquino, Aurora Consurgens; Tractat de la Pedra Filosofal; Tractat sobre l'Art de l'Alquímia.
- Tractat del Secret de l'Art Filosòfic: L'Arqueta del Petit Camperol.
- Valentín Andreae, Les Noces Químiques de Christian Rosenkreutz.